# Macrotorus
Macrotorus es un género con una especie de plantas de flores perteneciente a la familia Monimiaceae. 

## Especies seleccionadas
- Macrotorus utriculatus Perkins